# Priit Pärn
Priit Pärn (* 26. srpna 1946 Tallinn) je estonský režisér animovaných filmů.

## Život
Vystudoval biologii rostlin na Tartuské univerzitě a pracoval jako ekolog, angažoval se v hnutí proti plánům na těžbu fosforitu v Toolse. Od mládí uveřejňoval v novinách kreslené vtipy, k filmu se dostal roku 1974, kdy Rein Ramaat použil jeho obrázky ve filmu Kilplased. V roce 1977 natočil ve studiu Tallinn Joonisfilm svůj první samostatný film Je země kulatá. Ve snímku 1895, jehož spoluautorem byl Janno Põldma, připomněl sté výročí prvního filmového představení. Film Celý můj život mě zasáhl do zátylku vznikl podle básně Jüriho Udiho (pseudonym Juhana Viidinga).
Pro jeho tvorbu je typický černý humor, satira a záměrně neumělý styl kresby. Pärn se věnoval také reklamní tvorbě, jeho stylem se inspiroval americký animovaný seriál Rugrats. Vedle filmové tvorby Priit Pärn také ilustruje knihy, např. Otta Ardera a Kariho Hotakainena.
Učil na Univerzitě aplikovaných věd v Turku. Vede oddělení animace na Estonské umělecké akademii.
V roce 1999 převzal Řád bílé hvězdy. V roce 2002 mu Mezinárodní asociace animovaného filmu udělila cenu za celoživotní dílo. V roce 2008 získal zvláštní cenu záhřebského Animafestu.
Jeho manželkou je animátorka Olga Pärnová (rozená Marčenková). Spolupracovali na Pärnově nejrozsáhlejším díle Život bez Gabriely Ferri.

## Filmy
- Kas maakera on ümmargune? (Je země kulatá?, 1977)
- …ja teeb trikke (1978)
- Harjutusi iseseisvaks eluks (1980)
- Kolmnurk (Trojúhelník, 1982)
- Aeg maha (Oddechový čas, 1984)
- Eine murul (Snídaně v trávě, 1987)
- Kustuta valgus (Zhasněte světla, 1989)
- Hotell E (1992)
- 1895 (1995)
- Porgandite öö (Noc mrkviček, 1998)
- Karl ja Marilyn (2003)
- Ma kuklas tunnen eluaegset kuuli… (Celý můj život mě zasáhl do zátylku, 2007)
- Rlu ilma Gabriella Ferrita (Život bez Gabriely Ferri, 2008)
- Tuukrid Vihmas (Potápěči v dešti, 2009)
- Lendurid Koduteel (Piloti na cestě domů, 2014)
- Silmadeta Jahimees. Handi Lugu (2016)